# Санс Вильяльба, Сотеро
Сотеро Санс Вильяльба (исп. Sotero Sanz Villalba; 22 апреля 1919, Эль-Бусте, королевство Испания — 17 января 1978, Мехико, Мексика) — испанский прелат и ватиканский дипломат. Асессор по общим делам Государственного секретариата Ватикана с 1967 по 16 июля 1970. Титулярный архиепископ Эмериты Августы с 16 июля 1970 по 17 января 1978. Апостольский нунций в Чили с 16 июля 1970 по 24 ноября 1977. Апостольский делегат в Мексике с 24 ноября 1977 по 17 января 1978.